# Distrito de Honoria
El distrito de Honoria es uno de los cinco que conforman la provincia de Puerto Inca, ubicada en el departamento de Huánuco en el centro del Perú. 
Desde el punto de vista jerárquico de la Iglesia católica forma parte de la diócesis de Huánuco, sufragánea de la arquidiócesis de Huancayo.

## Historia
Fue creado por Ley del 2 de febrero de 1956, en el gobierno del Presidente Manuel A. Odría.
En este distrito de la Amazonia peruana habita la etnia Pano grupo Shipibo-Conibo autodenominado Joni'.

## Geografía
Tiene una superficie de 798,05 km²,

## Capital
La capital es la ciudad de Honoria.

## Autoridades

### Municipales
Laureano Silvano Ahuanari, alcalde 1970 - 1973
Laureano Alonso Fasabi, alcalde 1985 - 1988
Segundo Abraham Pinedo Salas 1995 - 1998
- 2011 - 2014[3]
  - Alcalde: Moisés Carlos Echevarría Garro, del Partido Unión por el Perú (UPP).
  - Regidores: Eleuterio Panduro Panduro (UPP), Adán Crisanto Calvay (UPP), Merlita Llovana Marina Pinchi (UPP), Quinto Carlos Rivera Saldaña (UPP), Héctor Atencia Escalante (Alianza para el Progreso).[4]
- 2007 - 2010
  - Alcalde: Boris Pinedo Alonso.
- 2002 - 2006
  - Alcalde: Elmer Robinson Echeverría Garro.

### Policiales
- Comisario:  PNP.

### Religiosas
- Diócesis de Huánuco[5]
  - Obispo: Mons. Jaime Rodríguez Salazar, MCCJ.
- Parroquia
  - Párroco: Pbro.  .

## Festividades
- Fiesta de San Juan.